# Кохонен, Яло Петрович
Яло Петрович Кохонен (Яло-Иоган Петрович Кохонен, фин. Jalo Johan (Juhani) Kohonen) (20 августа 1884, Выборг — 17 мая 1935, Петрозаводск) — финский журналист, преподаватель, «красный финн», участник Гражданской войны в Финляндии, в 1918 году — глава финансового департамента Совета народных уполномоченных Финляндии в ранге министра. После окончания Гражданской войны в Финляндии эмигрировал в РСФСР.

## Биография
Высшее образование получил в 1903 году, а в 1910 году — степень бакалавра философии. 
В 1910—1915 годах Яло Кохонен работал журналистом в журнале «Työ» в Выборге, в 1915—1917 годах — журнала «Sanantuoja» в Куопио. Он также в 1911—1915 годах работал преподавателем в Рабочем училище. В 1911—1912 годах являлся в Выборге районным секретарём Финского социал-демократического союза молодежи, а также в 1912—1916 годах в Выборге и Куопио советником районного кооперативного союза. 
В 1917 году Яло Кохонен являлся членом СДП, представляя западный избирательный округ Куопио; он же являлся председателем Финского социал-демократического союза молодежи этого округа. 
В том же 1917 году Кохонен стал заведующим информационным отделом Совета народных уполномоченных Финляндии, а во время Гражданской войны в Финляндии являлся главой финансового департамента Совета народных уполномоченных Финляндии в ранге министра и комиссаром Финляндского банка. В конце войны Кохонен бежал в Советскую Россию, а затем с 1918 по 1920 год проживал в Швеции в качестве представителя ЦК Коммунистической партии Финляндии, руководя в 1919 году формированием шведского красногвардейского батальона. 
В 1920-х годах работал в финской секции Петроградского губкома РКП(б), затем в Москве в Совете национальных меньшинств. В 1923 году Яло Кохонен стал соавтором устава единственного в Советской России Финского сельскохозяйственного техникума. В конце 1920-х годов занимал должность секретаря военной организации Компартии Финляндии. В 1923 году стал членом правления Кооперативного книгоиздательства, а в 1925 году — директором Ингерманландского финского отдела образования.
По одним данным Яло Кохонен с 1930-го по 1935 год преподавал финский язык в Ленинградском педагогическом институте и являлся членом редколлегии петрозаводской газеты «Красная Карелия», по другим — в 1932 году был командирован в Карелию, где работал научным сотрудником в научно исследовательском институте. В 1931 году являлся членом редколлегии газеты Punainen Karjala. С 1933 года — переводчиком Иностранного отдела Петрозаводского радио, откуда был уволен в 1935 году.
В 1935 году он был арестован по обвинению в контрреволюционной деятельности и в том же году умер в Петрозаводске в тюрьме, якобы от «чрезмерного употребления алкоголя».

## Семья
Родителями Яло Кохонена были железнодорожный служащий Петтер Кохонен и Клара Мария Кохонен, урождённая Каккинен. 
Жена (с 1911 года) — Ханна Фоминична Кохонен, урождённая Рёнккё (11.10.1885—22.02.1944) — являлась членом парламента Финляндии с 1916 по 1918 год. С 1918 года проживала в Советской России, член ВКП(б), работала библиотекарем в Петрозаводске. 23 декабря 1937 года была арестована по обвинению в контрреволюционной деятельности. Приговорёна к заключению в исправительно-трудовых лагерях сроком на 10 лет, где и умерла. 
Две дочери: Пирья (1914) и Катри (1920), в 1950-х годах проживали под Москвой.

## Фото

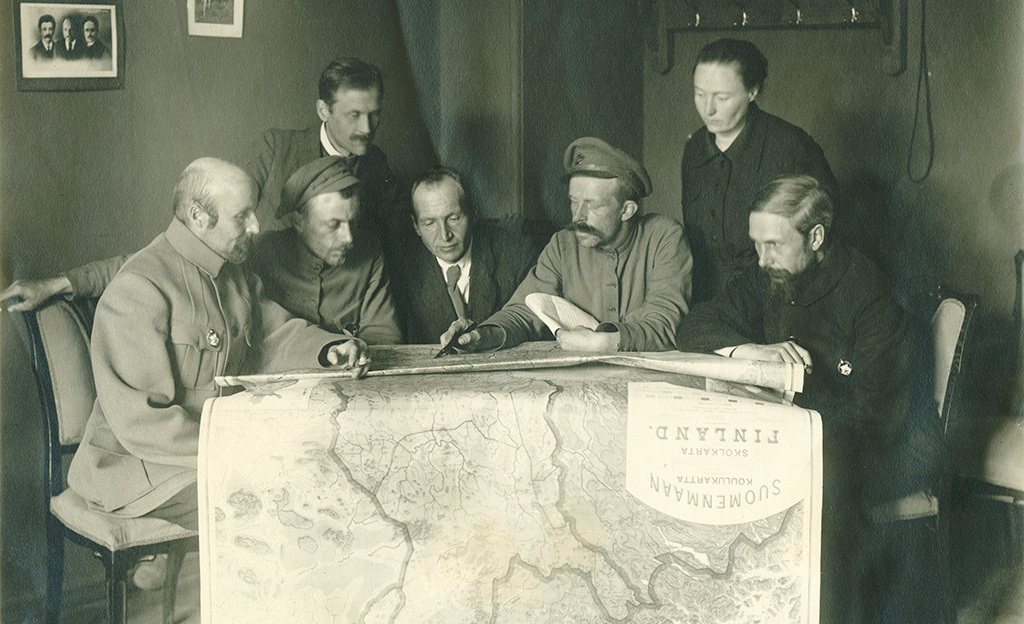
ЦК КПФ в Москве в 1920 году. Слева направо: К. М. Эва[фин.], Юкка Рахья, Яло Кохонен, Куллерво Маннер, Эйно Рахья, Манди Сирола[фин.], Юрьё Сирола